# Марциновиці (Любуське воєводство)
Марциновиці (пол. Marcinowice, нім. Merzdorf) — село в Польщі, у гміні Кросно-Оджанське Кросненського повіту Любуського воєводства.
Населення — 506 осіб (2011).
У 1975-1998 роках село належало до Зеленогурського воєводства.

## Демографія
Демографічна структура станом на 31 березня 2011 року:
|          | Загалом | Допрацездатний вік | Працездатний вік | Постпрацездатний вік |
| -------- | ------- | ------------------ | ---------------- | -------------------- |
| Чоловіки | 249     | 45                 | 187              | 17                   |
| Жінки    | 257     | 55                 | 160              | 42                   |
| Разом    | 506     | 100                | 347              | 59                   |